# Chrysophyllum pomiferum
Chrysophyllum pomiferum – gatunek drzew należących do rodziny sączyńcowatych. Występuje na obszarze północnej części Ameryki Południowej.